# ABN Amro World Tennis Tournament 2022
ABN Amro World Tennis Tournament 2022, stiliserat ABN AMRO World Tennis Tournament 2022, som  var den 49:e upplagan av Rotterdam Open, en tennisturnering i Rotterdam, Nederländerna. Turneringen var en del av 500 Series på ATP-touren 2022 och spelades inomhus på hard court mellan den 7–13 februari 2022.

## Mästare

### Singel
- Félix Auger-Aliassime besegrade  Stefanos Tsitsipas, 6–4, 6–2

### Dubbel
- Robin Haase /  Matwé Middelkoop besegrade  Lloyd Harris /  Tim Pütz, 4–6, 7–6(7–5), [10–5]